# Gislebert de Lotharingie
 (novembre 2010).
Si vous disposez d'ouvrages ou d'articles de référence ou si vous connaissez des sites web de qualité traitant du thème abordé ici, merci de compléter l'article en donnant les références utiles à sa vérifiabilité et en les liant à la section « Notes et références ».
 (novembre 2010).
Gislebert de Lotharingie, né vers 885/900, mort le 2 octobre 939, noyé dans le Rhin lors de la bataille d'Andernach, est un comte de Maasgau et un haut dignitaire lotharingien qui se forge dès 919 une véritable petite principauté indépendante. D'abord s'imposant en partisan de la restauration de l'imperium menée par le royaume saxon, il est appelé à la dignité ducale en Lotharingie. Mais épris d'indépendance, il cherche à poursuivre la formation territoriale de sa petite principauté, ce qui cause sa perte.

Ce prince est le fils aîné de Régnier, puissant comte de Hainaut et de Maasgau, et d'Albérade. Il possède la charge honorifique et lucrative d'abbé laïc de Stavelot et de Saint-Maximin de Trèves.

## Un comte en rébellion
En 915/916, le fils hérite des biens et possessions propres de son père Reignier, de son vivant premier des comtes de Lotharingie et sans doute premier dignitaire du royaume lotharingien. Il obtient du roi ses fonctions comtales succédant à son père à tête du riche comté de Maasgau.
Mais Charles le Simple, roi de Francie et de Lotharingie, influencé par sa cour, refuse de lui conférer les grands honneurs attribués à son père. En Lotharingie, le pouvoir est détenu par le comte palatin Wigéric de Bidgau et surtout par les influents conseillers de la cour dirigés par Haganon. Ramené dans ses terres à exercer sous surveillance la fonction comtale, Gislebert devient ainsi un ennemi acharné du roi de Lotharingie.
En 918, en quête d'indépendance, il se révolte contre Charles le Simple et cherche appui chez Henri l'Oiseleur, roi de Germanie. En 919, la relation de confiance qu'il entretient avec le souverain saxon garantit l'immunité de ses possessions, quoi qu'il fasse. Aussi Charles le Simple provoque le calme souverain de Germanie par une guerre test à Worms et réussit à signer un excellent traité à Bonn le . Henri l'Oiseleur se voit reconnaître une tutelle vague sur la Lotharingie et s'empresse de signifier la soumission à son roi légitime auprès de Gislebert[réf. nécessaire]. Au traité de Bonn, le 7 novembre 921, Charles accepte de reconnaître la royauté d'Henri, ce qui vaut pour sa part renonciation à l'héritage germanique auquel il pouvait prétendre en tant que dernier représentant de la dynastie carolingienne. Mais en échange, il se voit reconnaître par son suzerain la possession de la Lotharingie et reçoit la soumission du duc Gislebert. En somme, grâce au soutien actif de l'archevêque Hervé de Reims, et probablement aussi du marquis Robert de Neustrie, le Carolingien a pu redresser une situation qui, quelques mois plus tôt, paraissait désespérée.

## Un prince habile en politique
Gislebert se soumet avec condescendance à Charles le Simple.passage à sourcer[réf. nécessaire] Mais il se tourne immédiatement vers les Robertiens qui n'acceptent pas plus que lui la tutelle régalienne du Carolingien et surtout le contrôle des hommes d'Haganon. La révolte des Robertiens le comble et il soutient en première ligne les révoltés. Il se joint aux aristocrates coalisés qui, le 29 juin 922, portent sur le trône de Francie, Robert Ier, frère d'Eudes. Pendant la préparation de la guerre en Lotharingie, Gislebert se fait oublier, et cherche à faire naître une sympathie entre Robert et Henri l'Oiseleur. Une conférence réussie sur la rivière Roer qui rend, dans les faits, caduc l'accord de défense réciproque de Bonn se tient en mars 923, avant les hostilités prévisibles[réf. nécessaire].
Après la capture de Charles le Simple par Herbert II de Vermandois, Gislebert appelé à de grandes responsabilités lotharingiennes conduit en août 923 l'armée lotharingienne par accord de principe d’entraide signé avec le royaume saxon et les royaumes de Germanie. L'homme de confiance des souverains saxons mène aussi les armées du roi germanique Henri Ier l'Oiseleur contre Raoul. Ce dernier vient d'être proclamé roi de Francie en remplacement de Robert Ier, beau-père d'Herbert II, tué à la bataille de Soissons qu'il a dirigée contre Charles le Simple. Nous savons que cette seconde campagne n'a abouti à aucun résultat tangible.En secret, Gislebert sonde et négocie la cession définitive de la Lotharingie au roi de Germanie car Raoul, successeur de Robert, n'a pas les moyens de se faire reconnaître devant toute la Lotharingie[réf. nécessaire]. L'intervention saxonne en 925 n'est troublée que par la résistance surprise et vigoureuse de Metz sous l'égide de son évêque Wigeric. Les autres comtes se souviennent de la calme et efficace maîtrise de Régnier, premier défenseur de leur dignité au moment où elle était bafouée par des souverains présomptueux de Lotharingie. Gislebert sait leur inspirer une semblable confiance, ils se rallient.[réf. nécessaire]

## Duc de Lotharingie et conspirateur contre sa famille d'accueil
À partir de 928, Gislebert est fait duc de Lotharingie par le roi Henri Ier de Germanie qui lui donne sa fille Gerberge.
Intégrer une famille royale, ici saxonne, impose des devoirs rigoureux. Le fils de Regnier qui bénéficie d'une grande liberté d'action est d'abord fort heureux. L'homme de confiance des souverains saxons assoit sa puissance. Aussi les rappels à l'ordre constants du fils d'Henri, son beau-frère Otton Ier, roi de Germanie le chagrinent. Mais l'oncle à la mode saxonne doit protéger les enfants du clan familial. Incompréhensible comportement s'il cherche à leur nuire.[réf. nécessaire]
Gislebert fréquente les mécontents ou les fidèles du régime carolingien et s'agrège dès 936 par intérêt à favoriser le retour de Louis IV d'Outremer. En 939, Louis IV accepte de mener la révolte dans des circonstances très favorables, puisqu'une fraction des dignitaires civiles et religieux de Germanie entrent simultanément en révolte. Gislebert, le duc Eberhard de Franconie, et même Henri, le propre frère d'Othon Ier se révoltent. Mais leur armée est vaincue le 2 octobre 939 au bord du Rhin à Andernach au cours d'une bataille rangée. 
La consigne donnée par Otton à ses guerriers saxons est catégorique. Les grands aristocrates ou traîtres meneurs doivent payer de leur vie les trahisons qui ont mis en péril le clan royal. Périr sur le champ de bataille est un dernier honneur à leur rendre[réf. nécessaire]. Avec l'armée en déroute, Gislebert et Eberhard se retirent avec des lambeaux de leur armée éparpillée, c'est dans ce fleuve qu'ils meurent noyés avec leurs guerriers mosans et franconiens. La consigne royale est ainsi clairement appliquée.

## Vie familiale
Il épouse en 928 Gerberge de Saxe, fille d'Henri Ier, qui le fait duc de Lotharingie. Avec Gerberge il a quatre enfants connus :
- Alberade, mariée à Renaud, comte de Roucy ;
- Hedwige ;
- Henri, confié à Otton de Verdun, duc de Lotharingie, il meurt en 944 ;
- Gerberge mariée à Albert Ier le Pieux († 987), comte de Vermandois.

Gerberge se remarie à la fin de l'année 939 avec Louis IV d'Outremer, fils de Charles le Simple.
La tradition lorraine affirme que Gerberge fut séduite par Louis IV d'Outremer, menacé du terrible courroux du roi saxon. En lui donnant aussitôt un enfant, elle lui sauve par là-même et la vie et la carrière royale. Le protecteur de l'enfant ne peut trucider de bonne foi le père dudit enfant.

## Sur le nom latin duGislebertus
Le prénom de ce duc de Lotharingie s'est écrit ensuite dans les manuscrits en ancien français Gillebert, c'est-à-dire Gilbert.